# Khương Quỳ
Khương Quỳ (chữ Hán: 姜夔, khoảng 1155-khoảng 1221), tự: Nghiêu Chương (堯章), hiệu: Bạch Thạch đạo nhân (白石道人); là nhà thơ, nhà làm từ thời Nam Tống trong lịch sử văn học Trung Quốc.

## Tiểu sử
Khương Quỳ sinh khoảng năm Thiệu Hưng thứ 25 (1155) đời Tống Cao Tông tại Giang Tây, Trung Quốc.
Thời trẻ, ông sống ở Giang, Hoài; từ năm 30 tuổi, mới định cư dưới động Bạch Thạch thuộc núi Bỉnh Sơn ở Hồ Châu (Chiết Giang).
Ông đi thi nhiều lần nhưng không đỗ, suốt đời áo vải. Ông kết bạn với các danh sĩ như Dương Vạn Lý, Phạm Thành Đại, Tân Khí Tật,...
Khương Quỳ mất khoảng năm 1221 đời Tống Ninh Tông, thọ khoảng 66 tuổi.
Ông để lại một số bài thơ và bài từ (không rõ số lượng). Ngoài ra, ông còn có quyển Bạch Thạch đạo nhân thi thuyết (Bạch Thạch đạo nhân nói về thơ).

## Sự nghiệp văn chương
Ban đầu làm thơ, Khương Quỳ bắt chước theo Hoàng Đình Kiên, sau đổi sang học Vãn Đường, có khuynh hướng của Lục Quy Mông. Cuối cùng, ông hiểu được rằng bắt chước hay học theo là sai lầm. Ông nói: Thơ tôi là của tôi, hà tất phải bắt chước người khác...
Thơ của Khương Quỳ, có bài đẹp như tranh vẽ, lời mới mẻ và giàu ý thơ; như bài: "Trừ dạ tự Thạch Hồ quy Điều Khê" (Đêm trừ dạ từ Thạch Hồ về Điều Khê), "Tích du thi" (Cuộc chơi xưa),...
Từ cũng như thơ của ông đều được đánh giá là có phong cách "thanh nhã" nhưng "xa vời", bởi ông chú trọng tìm tòi cái đẹp nghệ thuật mà xa rời hiện thực. Các bài từ của ông như "Nhất ngạc hồng", "Bát quy", "Tỳ bà tiên", "Ám hương", "Sơ ảnh", "Tề thiên lạc", "Vịnh tất xuất", "Niệm nô kiều", "Thê lương phạm", "Đạp sa hành", "Trường đình oán mạn",...đều có ý vị sâu xa, có âm điệu du dương uyển chuyển. Về cuối đời, phong cách từ của ông có một ít biến đổi, vì ông tiếp xúc với hiện thực xã hội nhiều hơn, đã nhìn thấy cái hay của từ Tân Khí Tật; tính tư tưởng và phương pháp biểu hiện nghệ thuật trong thơ của Tân Giá Hiên...
Trong tập Bạch Thạch đạo nhân thi thuyết, Khương Quỳ đề cao Kinh Thi, Sở Từ, Đỗ Phủ và Đào Uyên Minh. Với thơ, ông xem trọng phép làm thơ, coi trọng thanh luật, điển cố, tu từ; nhưng chủ trương vận dụng linh hoạt. Nhìn chung, lý luận về thơ của ông phần nhiều do trải nghiệm mà có, không thành hệ thống, nhưng độc đáo, sâu sắc .

## Giới thiệu một bài từ
Giới thiệu một trong số bài từ tiêu biểu của Khương Quỳ.
| Phiên âm Hán-Việt: Trường đình oán mạn Dư pha hỉ tự chế khúc, sơ suất ý vi trường đoản cú, nhiên hậu hiệp dĩ luật, cố tiền hậu khuyết đa bất đồng. Hoàn đại tư mã vân: "Tích niên chủng liễu, y y hán nam, kim khán dao lạc, thê sảng giang đàm, thụ do như thử, nhân hà dĩ kham!". Thử ngữ dư thâm ái chi. Tiệm xuy tận chi đầu hương nhứ, Thị xứ nhân gia, Lục thâm môn hộ. Viễn phố oanh hồi, Mộ phàm linh loạn hướng hà hử? Duyệt nhân đa hĩ, Thuỳ đắc tự trường đình thụ ? Thụ nhược hữu tình thì, Bất hội đắc thanh thanh như thử! Nhật mộ, Vọng cao thành bất kiến, Chỉ kiến loạn sơn vô số. Vi lang khứ dã, Chẩm vong đắc Ngọc hoàn phân phó? Đệ nhất thị tảo tảo quy lai, Phạ hồng ngạc vô nhân vi chủ. Toán không hữu Tinh đao, Nan tiễn ly sầu thiên lũ. | Tạm dịch: Tôi vui vẻ tự chế khúc, vô ý thành ra trường đoản cú, sau đó hợp thành luật, vì thế trước sau nhiều ít không giống. Đại tư mã họ Hoàn nói: "Năm xưa trồng liễu, như tại bờ nam, nay nhìn lá rụng, thê thảm bãi sông, cây còn như vậy, người chịu sao đây!" Lời này tôi rất thích. Thổi bay hết đầu cành hương rũ, Lạc chốn nhà ai, Xanh um cửa ngõ. Bến xa thấp thoáng, Buồm chiều biết về đâu trong gió? Người đời ly biệt, Ai có thể như cây đó? Cây nếu thật mang tình, Một sắc xanh xanh sao còn nỡ... Chiều tối, Ngóng thành cao chẳng thấy, Chỉ thấy núi trùng vô số. Vi Cao đi khuất, Lời dặn Ngọc Tiêu người còn nhớ? Chỉ một nỗi sớm sớm đi về, Sợ đài hồng không ai làm chủ. Không có dao Tinh Châu, Nghìn mảnh cắt tan sầu khổ. |

## Sách tham khảo
- Sở nghiên cứu văn học thuộc Viện Khoa học xã hội Trung Quốc biên soạn (1993), Lịch sử văn học Trung Quốc (Tập II), Bản dịch do Nhà xuất bản Giáo dục Việt Nam ấn hành, 1993.
- Trần Đình Sử, mục từ " Khương Quỳ " trong Từ điển văn học (bộ mới). Nhà xuất bản Thế giới, 2004.